# Deafula
Deafula è un film statunitense del 1975 diretto da Peter Wechsberg. È uno dei film interamente fatto in lingua dei segni americana.